# Misje dyplomatyczne Kambodży

Kraje, w których Królestwo Kambodży ma swoje przedstawicielstwa dyplomatyczne

Misje dyplomatyczne Kambodży – przedstawicielstwa dyplomatyczne Królestwa Kambodży przy innych państwach i organizacjach międzynarodowych. Poniższa lista zawiera wykaz obecnych ambasad i konsulatów zawodowych. Nie uwzględniono konsulatów honorowych.

## Europa

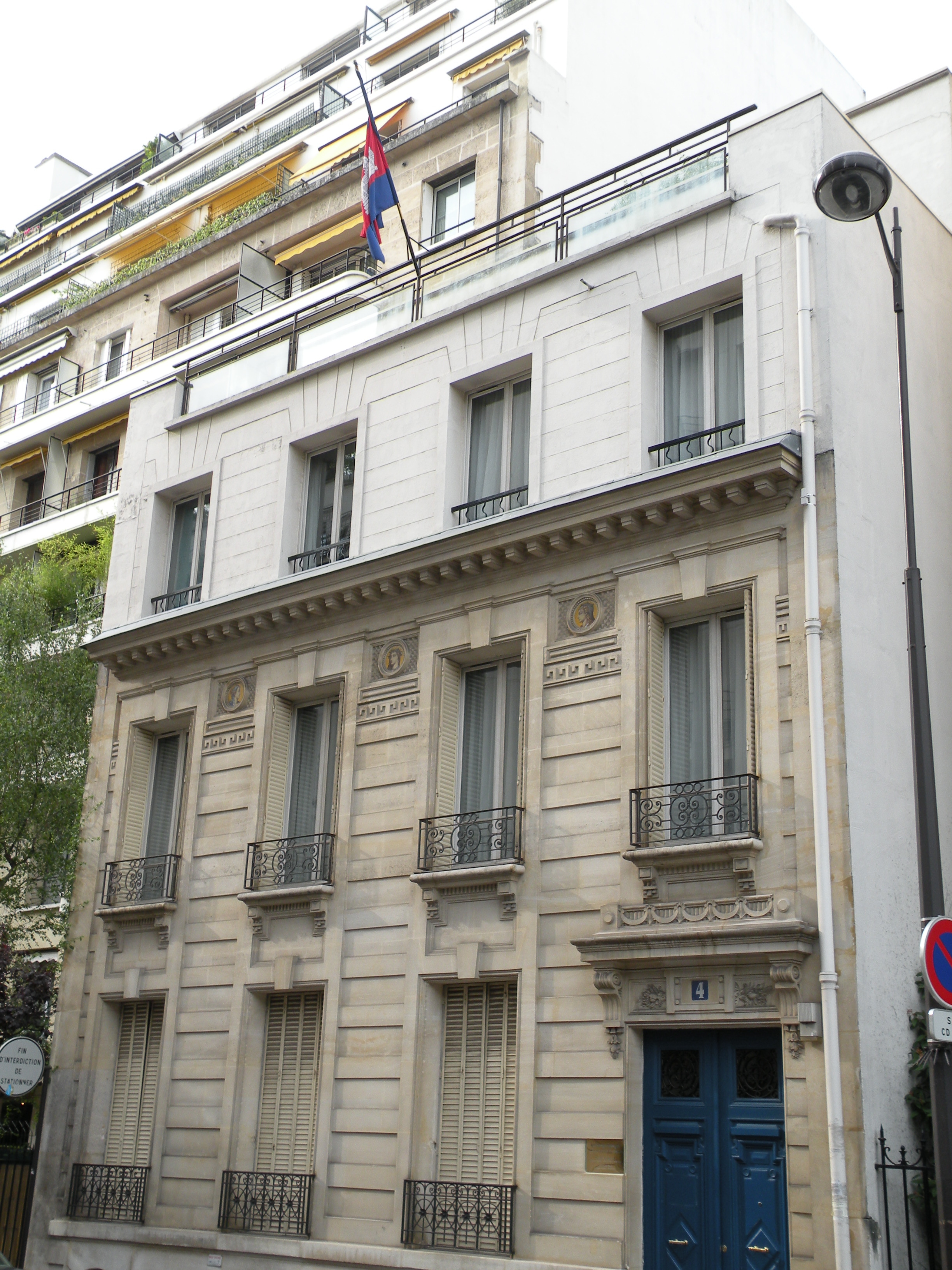
Królewska Ambasada Kambodży w Paryżu

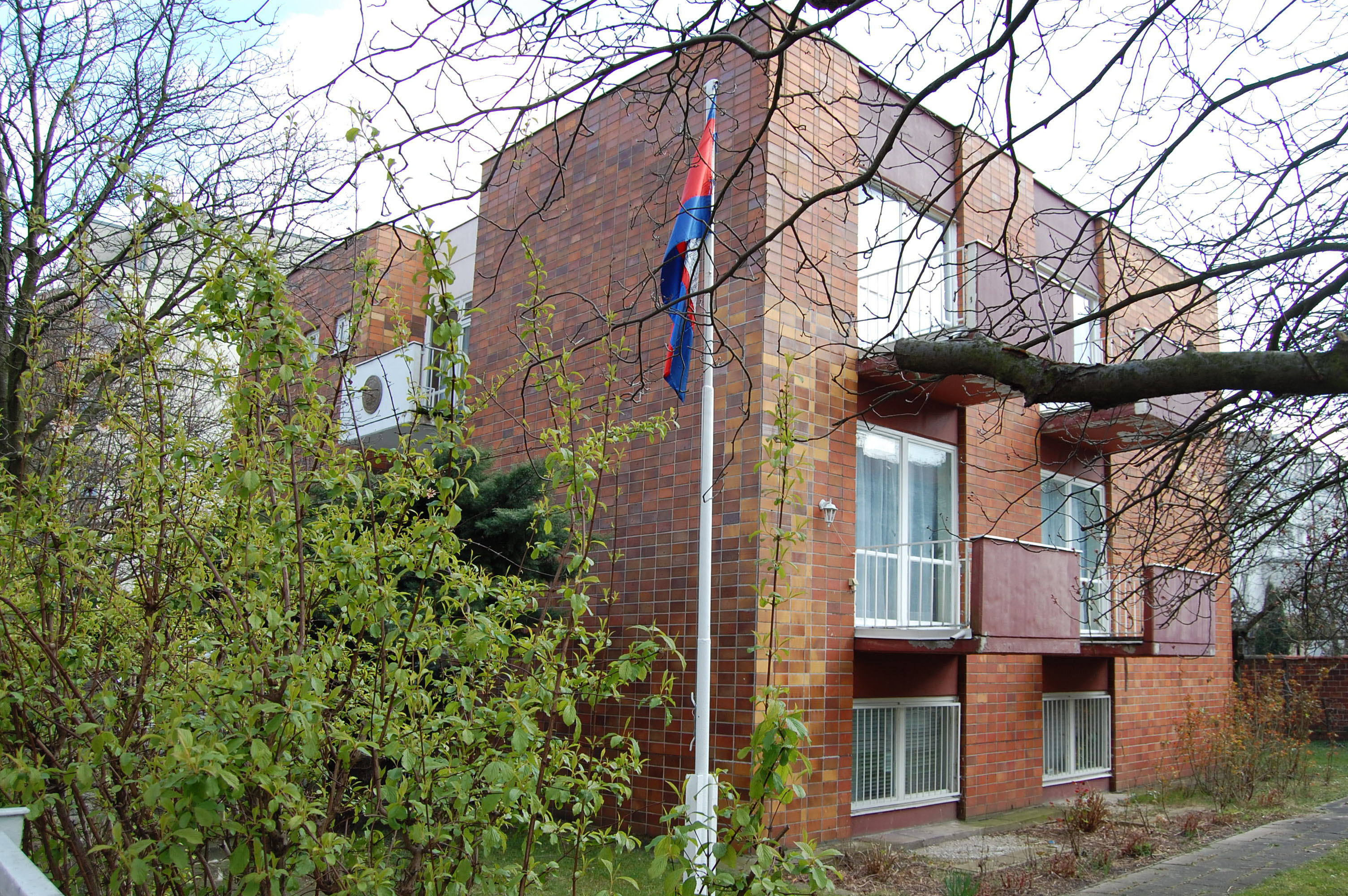
Królewska Ambasada Kambodży w Berlinie

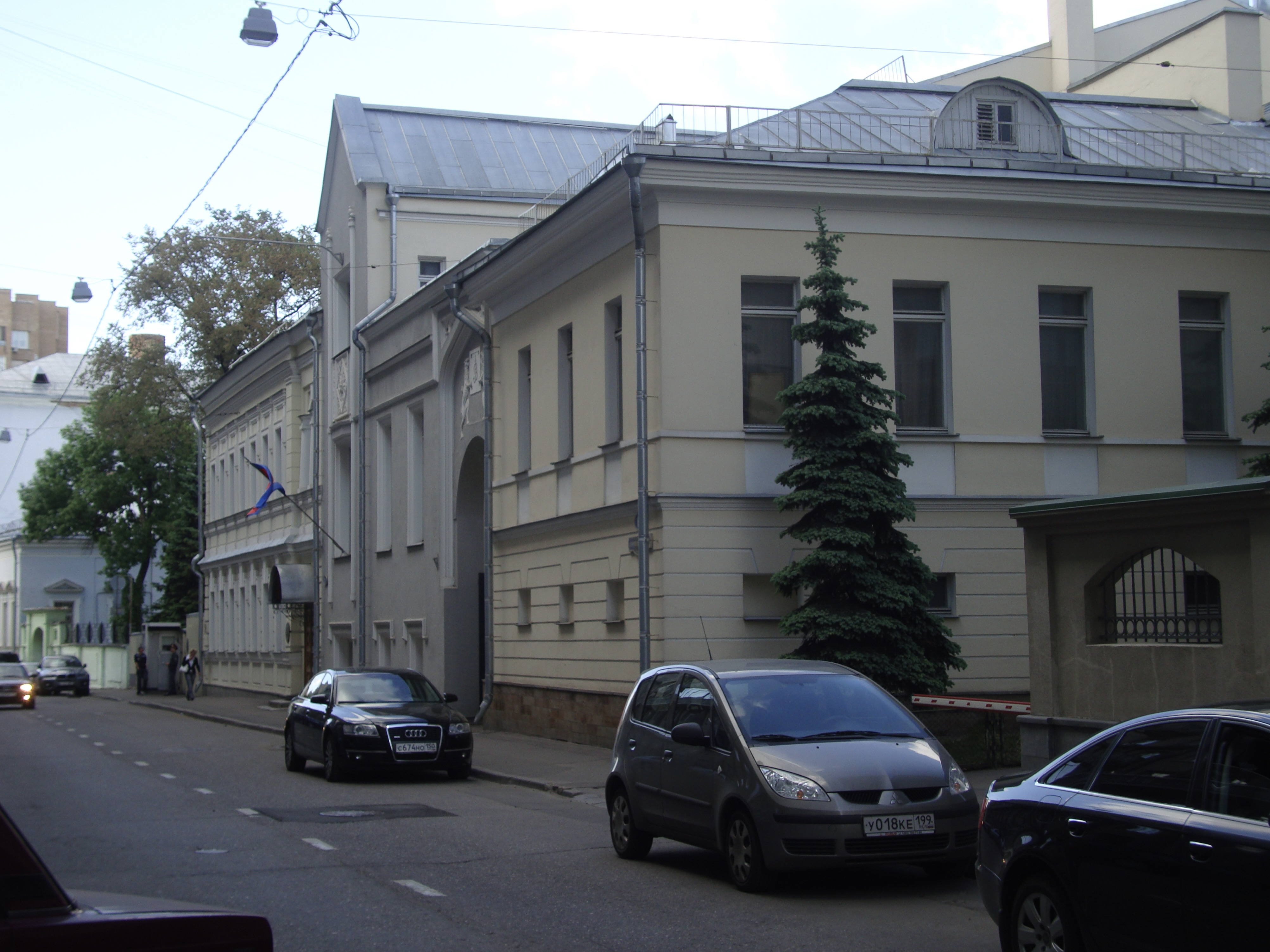
Królewska Ambasada Kambodży w Moskwie

- Belgia
  - Bruksela (Ambasada)
- Francja
  - Paryż (Ambasada)
- Niemcy
  - Berlin (Ambasada)
- Wielka Brytania
  - Londyn (Ambasada)
- Rosja
  - Moskwa (Ambasada)
- Szwajcaria
  - Genewa (Ambasada)

## Ameryka Północna, Środkowa i Karaiby
- Kuba
  - Hawana (Ambasada)
- Stany Zjednoczone
  - Waszyngton (Ambasada)

## Afryka
- Egipt
  - Kair (Ambasada)

## Azja
- Brunei
  - Bandar Seri Begawan (Ambasada)
- Chiny
  - Pekin (Ambasada)
  - Chongqing (Konsulat generalny)
  - Hongkong (Konsulat generalny)
  - Kanton (Konsulat generalny)
  - Kunming (Konsulat generalny)
  - Nanning (Konsulat generalny)
  - Szanghaj (Konsulat generalny)
- Filipiny
  - Manila (Ambasada)
- Indie
  - Nowe Delhi (Ambasada)
- Indonezja
  - Dżakarta (Ambasada)
- Japonia
  - Tokio (Ambasada)
- Korea Południowa
  - Seul (Ambasada)
- Korea Północna
  - Pjongjang (Ambasada)
- Kuwejt
  - Kuwejt (Ambasada)
- Laos
  - Wientian (Ambasada)
- Mjanma
  - Rangun (Ambasada)
- Malezja
  - Kuala Lumpur (Ambasada)
- Singapur
  - Singapur (Ambasada)
- Tajlandia
  - Bangkok (Ambasada)

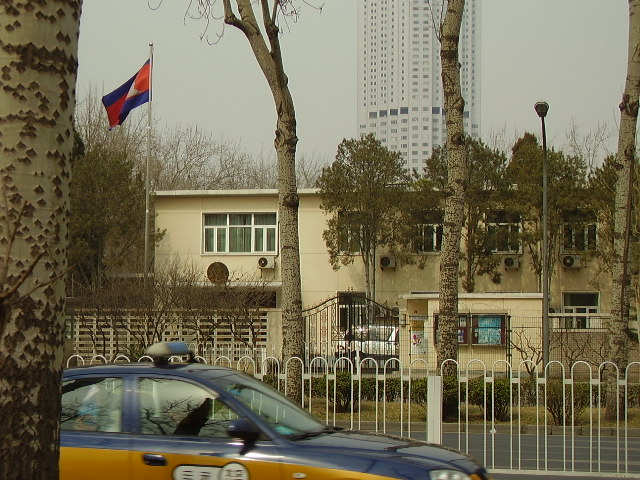
Królewska Ambasada Kambodży w Pekinie

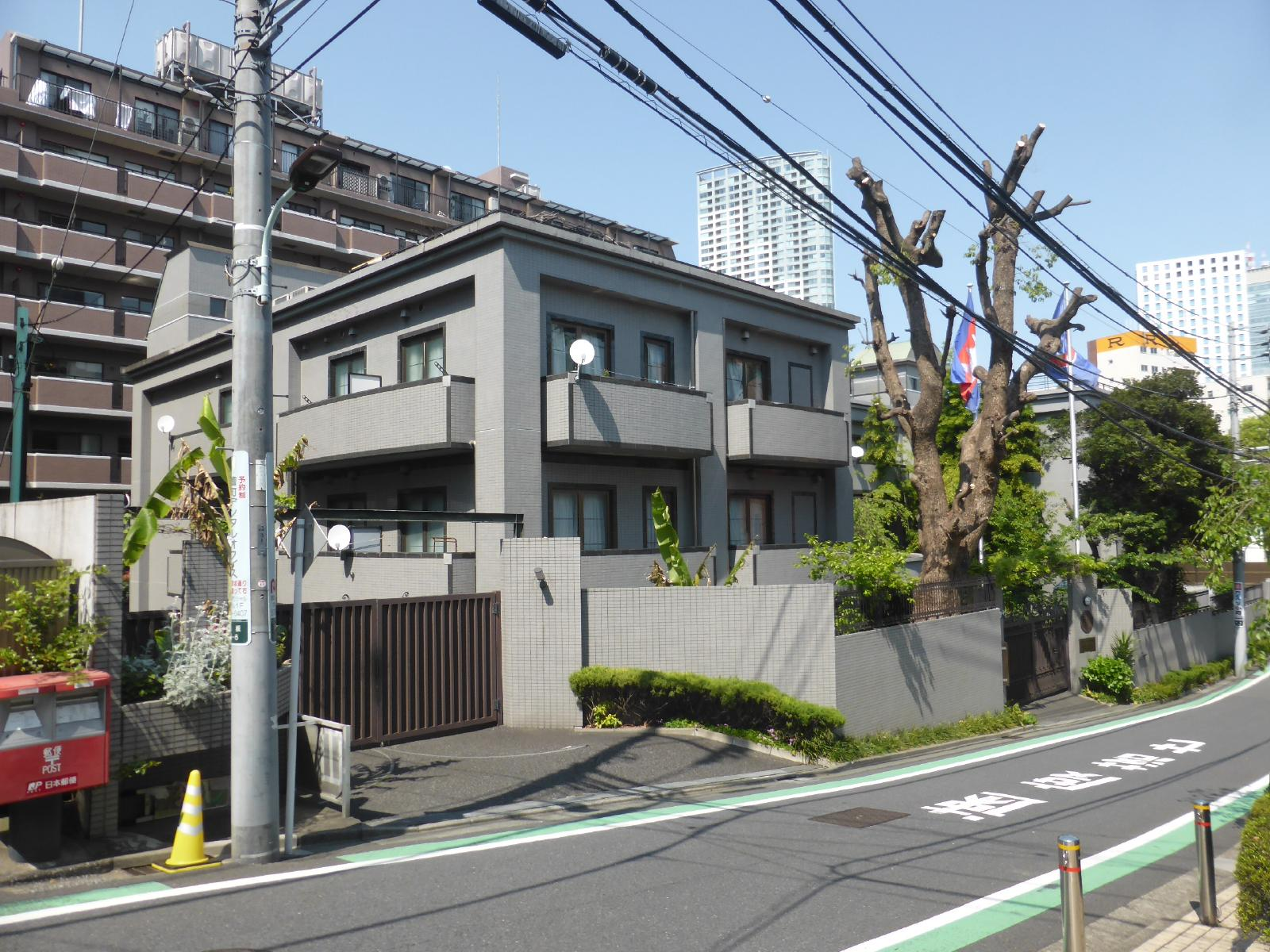
Królewska Ambasada Kambodży w Tokio

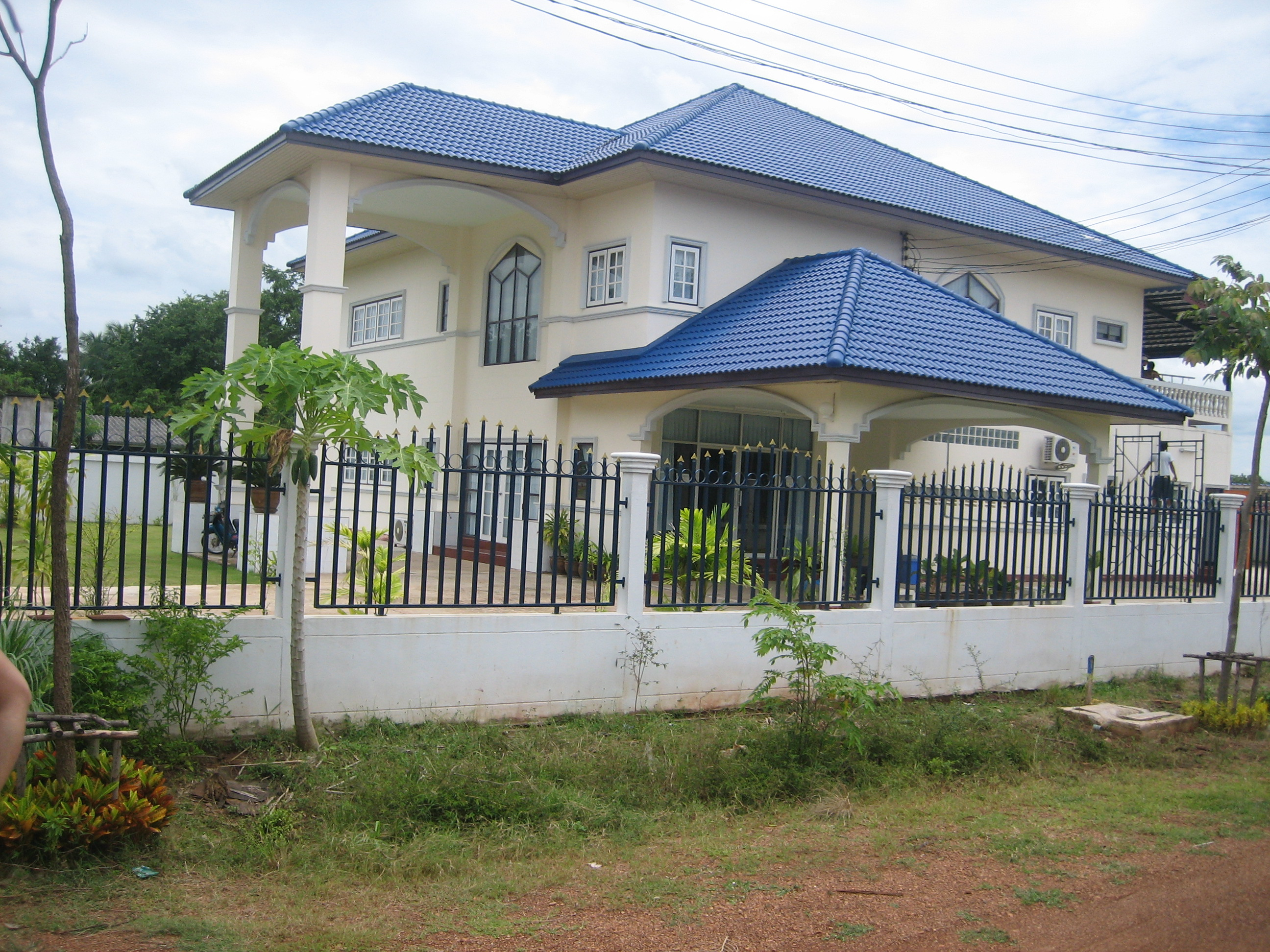
Królewski Konsulat Generalny Kambodży w Aranyaprathet

  - Aranyaprathet (Konsulat generalny)
- Wietnam
  - Hanoi (Ambasada)
  - Ho Chi Minh (Konsulat generalny)

## Australia i Oceania

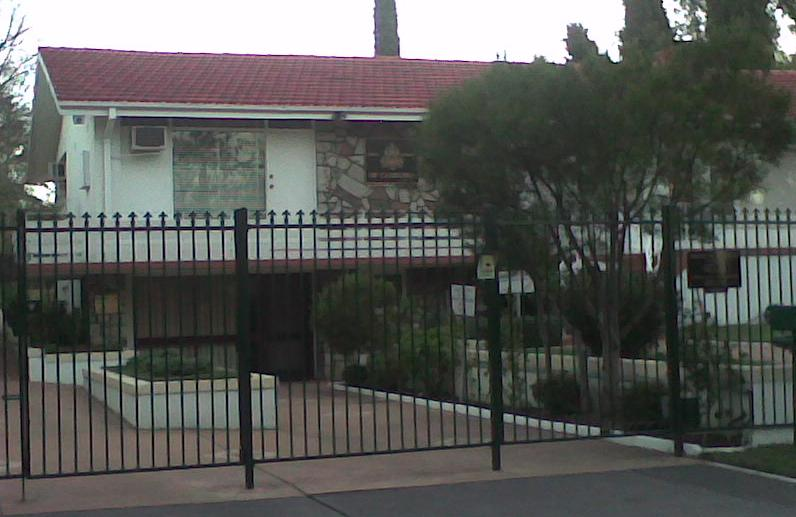
Królewska Ambasada Kambodży w Canberze

- Australia
  - Canberra (Ambasada)

## Organizacje międzynarodowe
- Nowy Jork - Stałe Przedstawicielstwo przy Organizacji Narodów Zjednoczonych
- Genewa - Stałe Przedstawicielstwo przy Biurze Narodów Zjednoczonych i innych organizacjach
- Paryż - Stałe Przedstawicielstwo przy UNESCO
- Bruksela - Misja przy Unii Europejskiej

## Zamknięte misje
W 2005 Kambodża otworzyła w Polsce ambasadę regionalną na Europę Środkowo-Wschodnią. Została ona zamknięta 31 grudnia 2008 - dwa miesiące po zlikwidowaniu polskiej ambasady w Phnom Penh przez ministra spraw zagranicznych RP Radosława Sikorskiego.